# Folha Fede
Folha Fede est une localité de Sao Tomé-et-Principe située au nord-est de l'île de São Tomé, dans le district de Mé-Zóchi.

## Population
Lors du recensement de 2012, 831 habitants y ont été dénombrés.

## Sport
Un club de football y est domicilié, le Porto Folha Fede (en).